# サンプソン・アードリー (初代アードリー男爵)

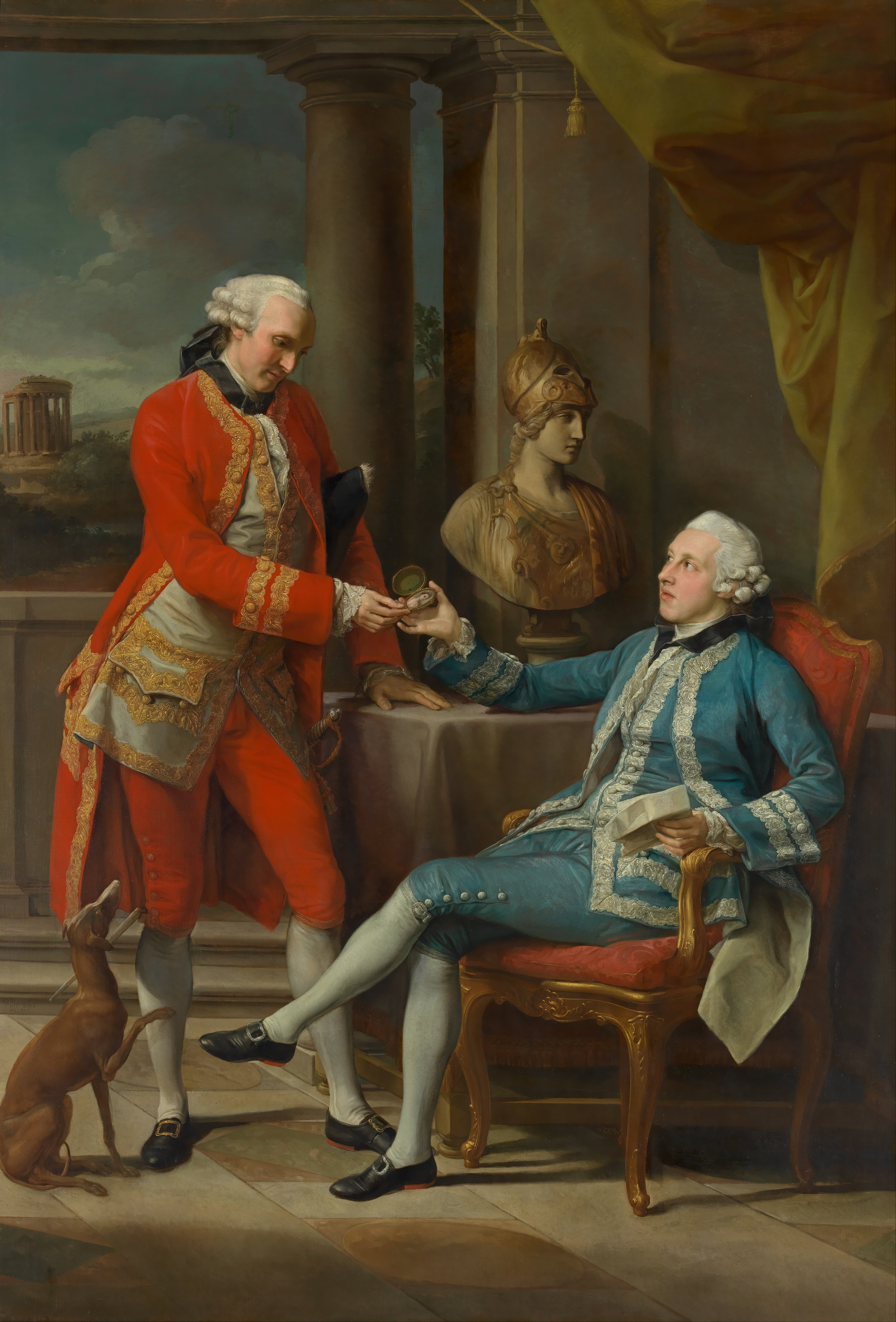
ポンペオ・バトーニによる肖像画、1767年。右側の人物がアードリー。

初代アードリー男爵サンプソン・アードリー（英: Sampson Eardley, 1st Baron Eardley FRS FSA、出生名サンプソン・ギデオン（Sampson Gideon）、1745年10月10日 – 1824年12月25日）は、グレートブリテン王国の政治家、アイルランド貴族。1770年から1802年まで庶民院議員を務めた。議会でははじめトーリー党ノース派に属し、1783年にフォックス＝ノース連立内閣が倒れた後に小ピット派に転じた。

## 生涯

### 生い立ち
サンプソン・ギデオン（1699年 – 1762年10月17日、ローランド・ギデオンの息子）と妻ジェーン（1778年12月12日没、チャールズ・アーメルの娘）の息子として、1745年10月10日に生まれた。祖父ローランド・ギデオンはポルトガル王国出身の商人であり、イングランドへの移住とともに姓をアブディエンテ（Abudiente）からギデオンに改めた。父サンプソン・ギデオンは仲立人として財を成し、1745年ジャコバイト蜂起や七年戦争で政府に多額の資金を貸し付けた。サンプソンは1757年に準男爵への叙爵を申請したが、サンプソンがユダヤ教徒だったため国王ジョージ2世に拒否された。同時代の政治家チャールズ・フレデリックによれば、「したがって、その息子は豚を食べ。プロテスタントになった」、すなわちイングランド国教会信徒として育てられた。こうして、ギデオンはわずか13歳のとき、1759年5月21日にグレートブリテンにおける準男爵に叙された。1762年10月17日に父が死去すると、その58万ポンド（2023年時点の£109,349,243と同等）に上る遺産を相続した。
トンブリッジ・スクールに通った後、1761年4月25日から1763年までイートン・カレッジで教育を受けた。1763年10月20日にオックスフォード大学クライスト・チャーチに入学、1773年7月8日にD.C.L.の学位を修得した。1762年3月4日にリンカーン法曹院にも入学した。1767年にグランドツアーに出た。

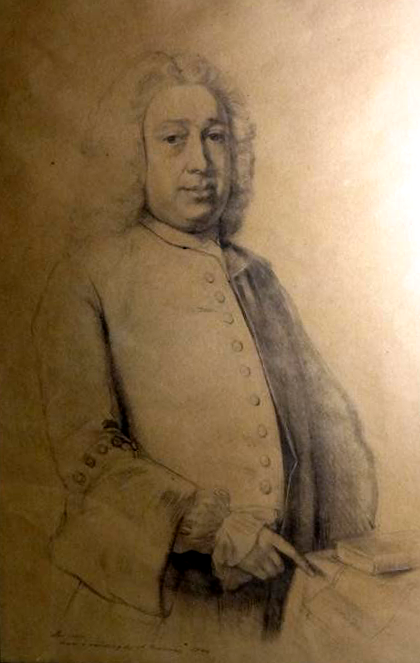
父サンプソン・ギデオン、ベンジャミン・ロング画。

ギデオンは父と違い商人、仲立人にならなかったが、国債には多額の出資をした。また父と同じく慈善家だった。

### ノース内閣期
20代前半には政界入りを望むようになり、第2代ベスバラ伯爵ウィリアム・ポンソンビーは1768年1月の手紙で「彼（ギデオン）は議席を欲し、金をたくさん持っている」と述べた。ギデオンの妹と結婚した第2代ゲージ子爵ウィリアム・ゲージはギデオンを政界の元老ニューカッスル公爵に推薦したが、ニューカッスルはこのとき野党の立場にあり、政府を支持するギデオンへの後援を拒否した。その結果、ギデオンは1768年イギリス総選挙で立候補しなかった。
1770年にケンブリッジシャー選挙区で補欠選挙が行われた。ギデオンは父が生前購入した第9代リンカーン伯爵ヘンリー・ペラム＝クリントンのケンブリッジシャーにおける領地を足掛かりに立候補を表明した。ケンブリッジシャーではヨーク家（ハードウィック伯爵家）とマナーズ家（ラトランド公爵家）の影響力が強かったが、両家ともに候補者を出せず、ハードウィック伯爵はギデオンを支持した。対立候補にはベッドフォード公爵が後援するトマス・ブランドがおり、2人の選挙活動を経てギデオンは1,000ポンドを払ってブランドに選挙戦から撤退させ、自身は無投票で当選した。1774年イギリス総選挙でも無投票で再選した。
1度目の議員期ではノース内閣を支持したが、発言の記録は少なかった。1780年イギリス総選挙ではヨーク家とマナーズ家がそれぞれ候補者を出したが、ギデオンは立候補の辞退を拒否した。のちにハードウィック伯爵がギデオンを「怠惰で、（議員として）一般的な業務能力がない」と評したように、ギデオンのケンブリッジシャーでの評判が悪く、さらにヨーク家とマナーズ家が手を組んだという噂を聞くと「選挙資金に何十万ポンドも用意している」との軽率な声明を出したことがとどめになった。しかしギデオンは依然として投票前の撤退を拒否、1日目に1038票しか得られなかった（マナーズ家候補が1741票、ヨーク家候補が1455票）のをみてようやく選挙戦から撤退した。
1780年11月、政府の支持を受けてミッドハースト選挙区で立候補、無投票で当選して再び議員になった。2度目の議員期で再びノース内閣を支持したが、ノース内閣が倒れた後もシェルバーン伯爵内閣、フォックス＝ノース連立内閣など相次いで成立した政権を支持した。

### 小ピット内閣期
1784年イギリス総選挙でも第一次小ピット内閣の支持を受けてコヴェントリー選挙区で立候補した。コヴェントリーでは現職の野党フォックス派2人対小ピット派2人になったが、1784年の総選挙がフォックス派不利であるうえ、ギデオンが大金をはたいた結果選挙戦が早期に終結し、ギデオンが588票でトップ当選、もう1人のピット派候補も585票で当選した。
1786年7月に首相小ピットがアイルランド貴族に叙すべきイングランド人「2、3名」を推薦したとき、ギデオンがそのうちの1人だった。アイルランド主席政務官トマス・オードはアイルランド総督の第4代ラトランド公爵チャールズ・マナーズに対し、「好ましくないが、気前のよいキリスト教徒で政府の最良の盟友と主張されたため、ピット氏は謝意を表したいと切望した」とコメントした。さらに小ピットから圧力をかけられたところ、オードは8月に「ユダヤ教が（叙爵申請の）成功への障害として認められない」と諦めた。ただし、オードは「彼は姓をアードリーに変えることを申請したが、名をサンプソンのままにしたことで馬脚を露わしてしまった」という皮肉も残した。『英国議会史1790–1820』では叙爵の理由を1784年の総選挙で小ピット派として自力で戦ったことだとした。
1789年7月17日、国王の認可状を受けて姓を（義父の名前の一部である）アードリーに改めた。その2か月後の1789年9月24日、小ピットの推薦によりアイルランド貴族におけるスパルディングのアードリー男爵に叙された。さらに2か月後の1789年11月5日、王立協会フェローに選出された。同年11月26日、ロンドン考古協会フェローに選出された。

### 叙爵以降
1790年イギリス総選挙で再びコヴェントリーから立候補し、今度はアードリーを含むトーリー党候補2名対野党ホイッグ党候補1名という構図になった。選挙戦で「帰化ユダヤ人」、「沈黙の演説者」と批判されたものの、結局は1399票（得票数1位）で再選した。以降も1795年のクリスマスに投票権を有する者に1人3シリングのプレゼントをあげるなど選挙戦に向けた取り組みをしたが、次の総選挙で三たび立候補するとは予想されなかった。最終的にアードリーはコヴェントリーで当選する見込みが薄いと考えて、代わりに1796年イギリス総選挙で初代準男爵サー・フランシス・サイクスからウォリングフォード選挙区の議席を購入した。1802年イギリス総選挙で出馬せず、議員を退任した。
1792年1月に伯爵への叙爵を申請したところ、首相小ピットから「それでは2段階上がることになる（のでできません）。ただし、アイルランドの子爵に推薦する用意はあります」と返答したが、アードリーが昇叙されることはなく、1797年2月にグレートブリテン貴族叙爵の噂が流れたときも実現しなかった。
1824年12月25日にブライトンのマリーナ・パレード10号（10 Marina Parade）で死去、ケント州イアリス（現グレーター・ロンドンに含まれる）で埋葬された。息子2人に先立たれ、爵位は1代で廃絶した。

## 家族
1766年12月6日、マリア・マロー・ウィルモット（Maria Marroe Wilmot、1743年7月 – 1794年3月1日、サー・ジョン・アードリー・ウィルモットの娘）と結婚、2男3女をもうけた。
- マリア・マロー（1767年11月22日 – 1834年10月5日） - 1794年9月8日、第8代セイ＝シール男爵（英語版）グレゴリー・ツイスルトン（1769年4月14日 – 1844年11月13日）と結婚、子供あり[13]
- シャーロット・エリザベス（1768年 – 1826年9月15日） - 1792年9月22日、第2代準男爵サー・カリング・スミス（1768年7月10日 – 1829年6月30日）と結婚、子供あり[12]
- サンプソン（1770年12月29日 – 1824年5月21日） - 生涯未婚[1]
- セリナ（1772年 – ?） - 1797年6月26日、ジョン・ウォルバンク＝チルダース（John Walbanke-Childers、1812年2月1日没）と結婚[12]
- ウィリアム（1775年5月22日 – 1805年9月17日） - 陸軍中佐[1]